# Chaetodon rainfordi
Espèce
Statut de conservation UICN

 NT  : Quasi menacé
Chaetodon rainfordi est une espèce de poissons de la famille des Chaetodontidae.